# Żegnica
Żegnica – struga, lewy dopływ Parsęty o długości 11,71 km i powierzchni zlewni 26,58 km².
Struga płynie w województwie zachodniopomorskim. Fragmentami jest uregulowana.
Dolina Żegnicy została objęta obszarem ochrony siedlisk "Dorzecze Parsęty". Nazwę Żegnica wprowadzono urzędowo w 1948 roku, zastępując poprzednią niemiecką nazwę strugi – Segnitz Bach.